# 魚津市
魚津市（日语：／ Uozu shi */?）為位於日本富山縣東部的城市，主要市區位於新川平原早月川與片貝川及其支流布施川之間，西北側臨富山灣，在沿海區域經常可在海面上見到海市蜃樓，東南部為山區，屬於飛驒山脈立山連峰，在平原的市區中亦可以見到立山連峰多座高度超過3,000公尺的高山。

## 人口
| 魚津市人口分布圖 |                                               |  |
| 魚津市與日本全國年齡別人口分布比較圖 （2005年資料） | 魚津市的年齡、男女別人口分布圖 （2005年資料） |  |
| ■紫色是魚津市 ■綠色是全国 | ■藍色是男性 ■紅色是女性                       |  |
| 魚津市人口變化 \| 1970年 \| 47,124人 \| \| \| 1975年 \| 48,419人 \| \| \| 1980年 \| 49,512人 \| \| \| 1985年 \| 49,825人 \| \| \| 1990年 \| 49,514人 \| \| \| 1995年 \| 48,316人 \| \| \| 2000年 \| 47,136人 \| \| \| 2005年 \| 46,331人 \| \| \| 2010年 \| 44,959人 \| \| \| 2015年 \| 42,935人 \| \| \| 2020年 \| 40,535人 \| \| |                                               |  |
| 資料來源：日本總務省統計中心提供之人口普查數據 |                                               |  |
| 1970年 | 47,124人                                      |  |
| 1975年 | 48,419人                                      |  |
| 1980年 | 49,512人                                      |  |
| 1985年 | 49,825人                                      |  |
| 1990年 | 49,514人                                      |  |
| 1995年 | 48,316人                                      |  |
| 2000年 | 47,136人                                      |  |
| 2005年 | 46,331人                                      |  |
| 2010年 | 44,959人                                      |  |
| 2015年 | 42,935人                                      |  |
| 2020年 | 40,535人                                      |  |

## 歷史

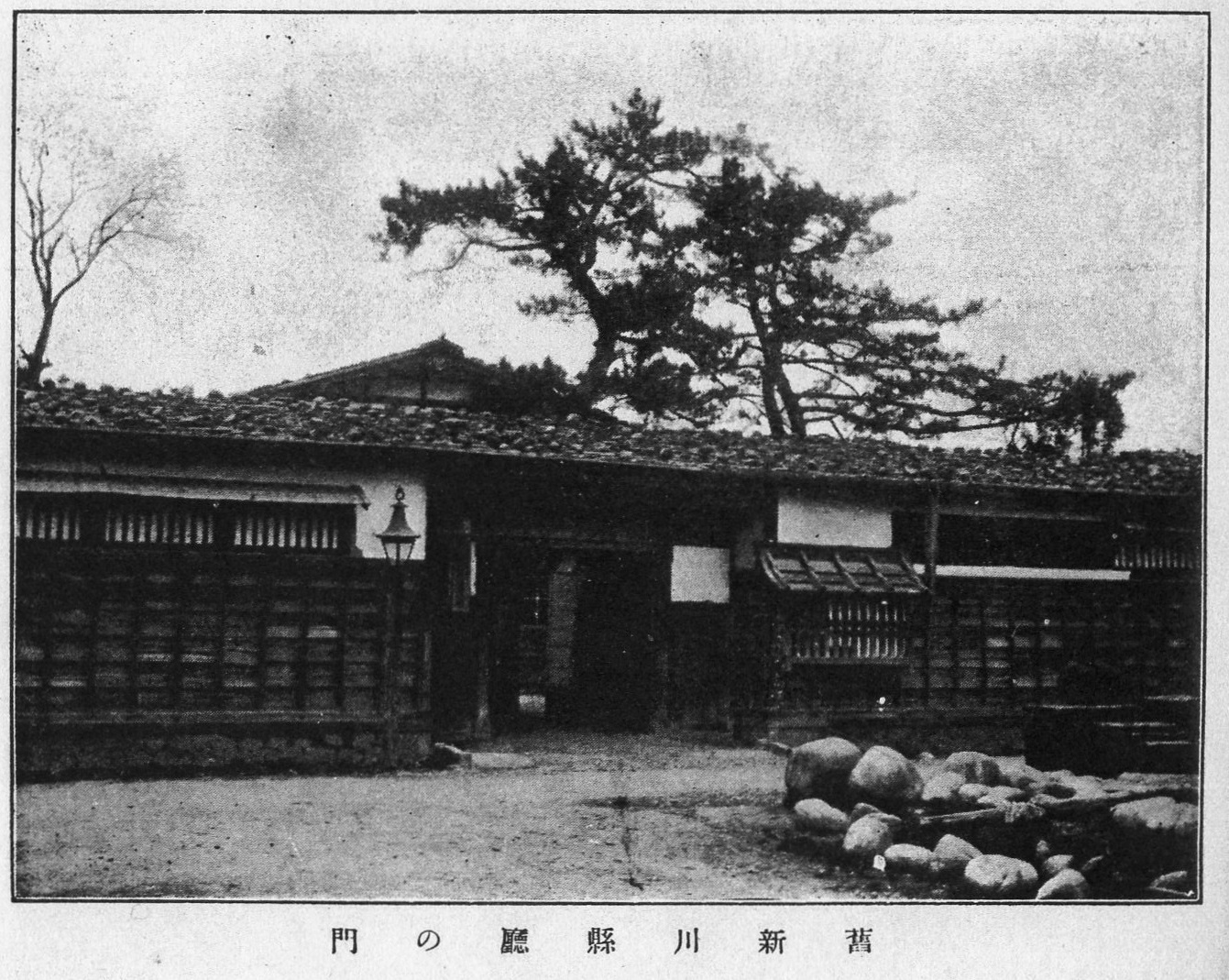
設在新川郡魚津町的新川縣縣廳

本地過去在令制國時代屬於越中國新川郡，8世紀時，當時擔任越中國國司的大伴家持曾一首短歌內容提到，現在魚津市本町沿海被認為可能是的地點之一。
在8世紀後，本地曾先後用過、等地名，後來由於魚獲豐富的緣故也開始使用「魚津」的名稱，最後在15世紀到17世紀期間開始逐漸地將「魚津」作為正式名稱。
14世紀以松倉山為中心建立了松倉城，後來也成為統治越中國東部的椎名氏的居城，同時為了強化防禦能力，在松倉城周邊還建有魚津城、水尾城、北山城、小菅沼城、升方城、坪野城、天神山城等多座支城。1570年椎名氏與上杉謙信決裂後，在經歷松倉城之戰後，此區域在1572年被上杉謙信攻下，也成為上杉氏控制越中國東部的據點；1582年織田信長與上杉氏在越中國爆發大規模戰爭，最終由柴田勝家在魚津城之戰取得勝利，但在柴田勝家攻下魚津城前一天，織田信長於京都遭遇本能寺之變而身亡，隨著柴田勝家的撤退，本地之後仍持續成為上杉氏與留守在越中國的佐佐成政之間的戰場。
1595年後成為前田氏加賀藩的領地，此後由於已無預防戰爭之需求，此地的重心由松倉城移至較靠近海岸線的魚津城，並成為加賀藩統治整個新川郡的中心；雖然魚津城在17世紀江戶時代後被拆除，但原址也被加賀藩作為米倉及武器庫使用，同時也在此設立魚津町奉行負責整個新川郡的事務。
19世紀末明治維新實施廢藩置縣後改隸屬金澤縣，在1871年的第一次府縣整併後被劃入新設立的新川縣，新川縣縣廳最初即設於魚津町的舊加賀藩郡代役所，直到1873年才遷移至現在的富山市。不過在1876年的第二次府縣整併中，魚津隨著新川縣被併入由原金澤縣更名而成的石川縣，最後在1883年過去原屬越中國的區域才再次從石川縣中分割出，設立為富山縣。
1889年日本實施町村制，設立魚津町，當時的魚津町轄區僅包括現在魚津市的主要市區，而其他區域在當時則是分屬下中島村、上中島村、松倉村、上野方村、下野方村、片貝谷村、加積村、道下村、經田村、天神村、西布施村11個行政區劃。
1918年日本因米價爆漲，造成多地民眾的不滿，魚津町的魚津港成為當時日本第一個因此發生暴動的地方，此後日本各地也接著發生一連串暴動，成為1918年米骚动，最終導致當時的首相寺內正毅辭職。
1952年魚津町與周邊的11個行政區劃合併為魚津市。

### 變遷表
| 1889年4月1日 | 1912年 - 1944年 | 1945年 - 1954年           | 1955年 - 1989年           | 1989年 - 現在             | 現在                      |
| ------------ | --------------- | ------------------------- | ------------------------- | ------------------------- | ------------------------- |
| 魚津町       | 魚津町          | 1952年4月1日 合併為魚津市 | 1952年4月1日 合併為魚津市 | 1952年4月1日 合併為魚津市 | 1952年4月1日 合併為魚津市 |
| 下中島村     |                 | 1952年4月1日 合併為魚津市 | 1952年4月1日 合併為魚津市 | 1952年4月1日 合併為魚津市 | 1952年4月1日 合併為魚津市 |
| 上中島村     |                 | 1952年4月1日 合併為魚津市 | 1952年4月1日 合併為魚津市 | 1952年4月1日 合併為魚津市 | 1952年4月1日 合併為魚津市 |
| 松倉村       |                 | 1952年4月1日 合併為魚津市 | 1952年4月1日 合併為魚津市 | 1952年4月1日 合併為魚津市 | 1952年4月1日 合併為魚津市 |
| 上野方村     |                 | 1952年4月1日 合併為魚津市 | 1952年4月1日 合併為魚津市 | 1952年4月1日 合併為魚津市 | 1952年4月1日 合併為魚津市 |
| 下野方村     |                 | 1952年4月1日 合併為魚津市 | 1952年4月1日 合併為魚津市 | 1952年4月1日 合併為魚津市 | 1952年4月1日 合併為魚津市 |
| 片貝谷村     |                 | 1952年4月1日 合併為魚津市 | 1952年4月1日 合併為魚津市 | 1952年4月1日 合併為魚津市 | 1952年4月1日 合併為魚津市 |
| 加積村       |                 | 1952年4月1日 合併為魚津市 | 1952年4月1日 合併為魚津市 | 1952年4月1日 合併為魚津市 | 1952年4月1日 合併為魚津市 |
| 道下村       |                 | 1952年4月1日 合併為魚津市 | 1952年4月1日 合併為魚津市 | 1952年4月1日 合併為魚津市 | 1952年4月1日 合併為魚津市 |
| 經田村       |                 | 1952年4月1日 合併為魚津市 | 1952年4月1日 合併為魚津市 | 1952年4月1日 合併為魚津市 | 1952年4月1日 合併為魚津市 |
| 天神村       |                 | 1952年4月1日 合併為魚津市 | 1952年4月1日 合併為魚津市 | 1952年4月1日 合併為魚津市 | 1952年4月1日 合併為魚津市 |
| 西布施村     |                 | 1952年4月1日 合併為魚津市 | 1952年4月1日 合併為魚津市 | 1952年4月1日 合併為魚津市 | 1952年4月1日 合併為魚津市 |

## 行政

### 歷任首長
| 屆         | 任 | 姓名     | 上任日期      | 卸任日期     | 備註                     |
| ---------- | -- | -------- | ------------- | ------------ | ------------------------ |
| 1          | 1  | 金光邦三 | 1952年5月10日 | 1956年5月9日 |                          |
| 2          | 2  | 寺田太吉 | 1956年5月10日 | 1960年5月9日 | 於選舉中擊敗原任市長當選 |
| 3          | 2  | 寺田太吉 | 1960年5月10日 | 1964年5月9日 |                          |
| 4          | 3  | 高野宗雄 | 1964年5月10日 | 1968年5月9日 | 於選舉中擊敗原任市長當選 |
| 5          | 3  | 高野宗雄 | 1968年5月10日 | 1972年5月9日 |                          |
| 6          | 4  | 清河七良 | 1972年5月10日 | 1976年5月9日 | 於選舉中擊敗原任市長當選 |
| 7          | 4  | 清河七良 | 1976年5月10日 | 1980年5月9日 |                          |
| 8          | 4  | 清河七良 | 1980年5月10日 | 1984年5月9日 |                          |
| 9          | 4  | 清河七良 | 1984年5月10日 | 1988年5月9日 |                          |
| 10         | 4  | 清河七良 | 1988年5月10日 | 1992年5月9日 |                          |
| 11         | 5  | 石川精二 | 1992年5月10日 | 1996年5月9日 |                          |
| 12         | 5  | 石川精二 | 1996年5月10日 | 2000年5月9日 |                          |
| 13         | 5  | 石川精二 | 2000年5月10日 | 2004年5月9日 |                          |
| 14         | 6  | 澤崎義敬 | 2004年5月10日 | 2008年5月9日 | 於選舉中擊敗原任市長當選 |
| 15         | 6  | 澤崎義敬 | 2008年5月10日 | 2012年5月9日 |                          |
| 16         | 6  | 澤崎義敬 | 2012年5月10日 | 2016年5月9日 |                          |
| 17         | 7  | 村椿晃   | 2016年5月10日 | 2020年5月9日 |                          |
| 18         | 7  | 村椿晃   | 2020年5月10日 | 現任         |                          |
| 參考資料： |    |          |               |              |                          |

## 交通

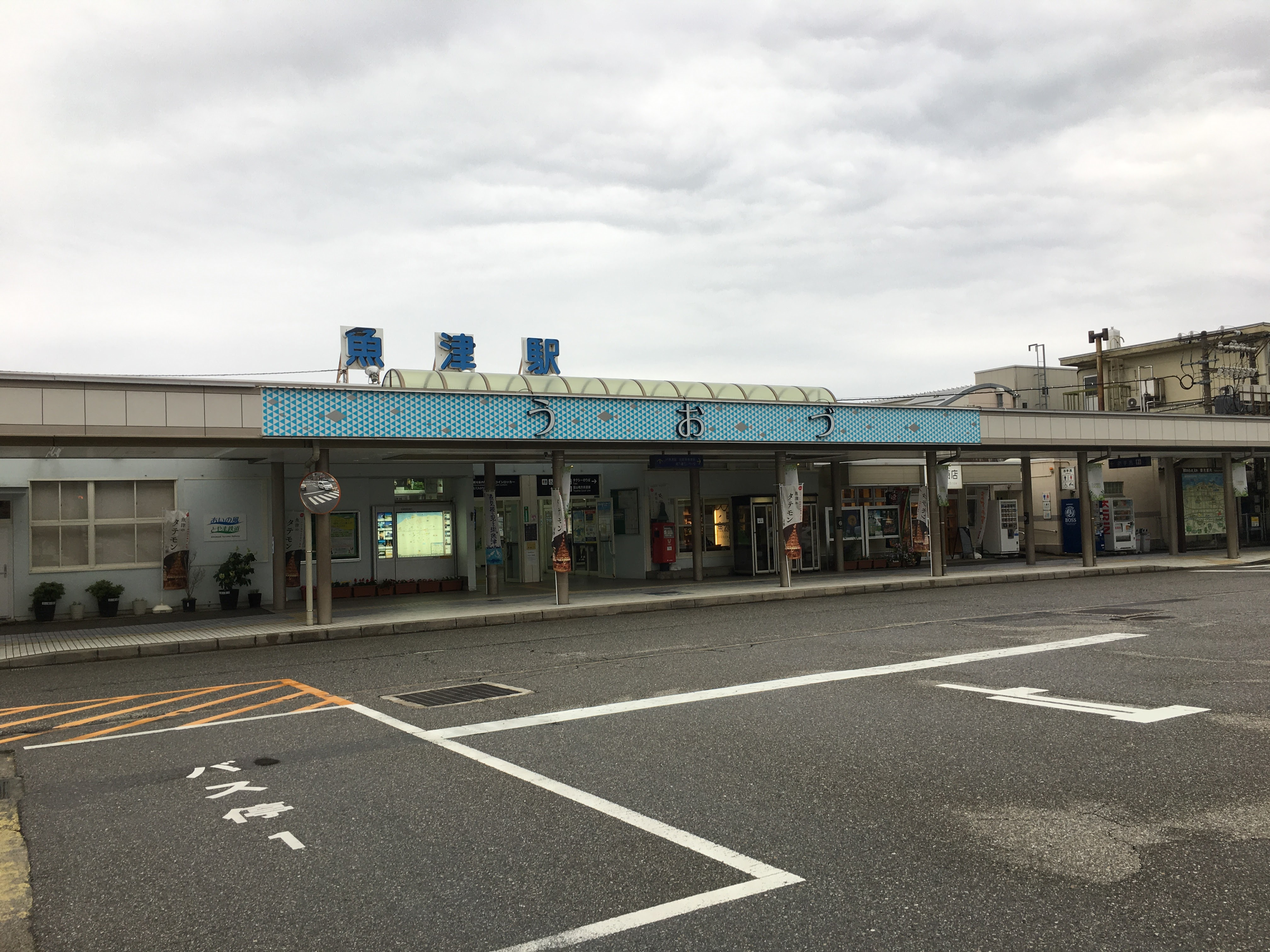
魚津車站

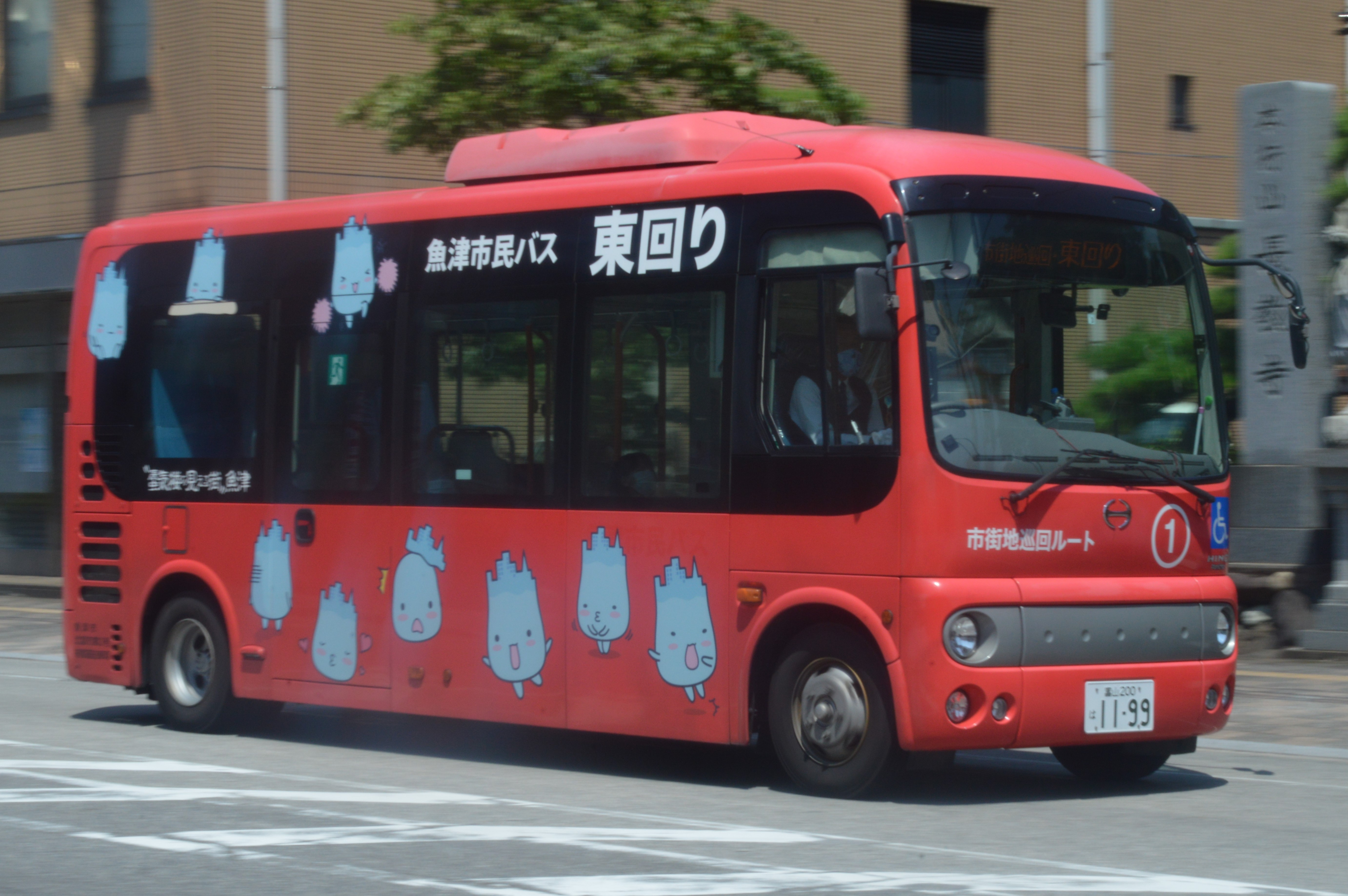
魚津市民巴士

鐵路愛之風富山鐵道線及富山地方鐵道本線以南北向自主要市區內通過，其中以愛之風富山鐵道線的魚津站為市區內主要車站，不過在魚津車站的西側為富山地方鐵道本線的新魚津車站，兩者之間可透過地下通道相連；而富山地方鐵道本線在魚津車站的南側約一公里處另外設有電鐵魚津車站，該區域則是屬於魚津市在20世紀上半時期的舊市區。
高速公路北陸自動車道則是自市區的東側通過，並設有魚津交流道，由富山地方鐵道經營自富山市往返東京、仙台市、新潟市的高速巴士也都會在魚津交流道停靠。
富山地方鐵道同時也有經營自電鐵魚津車站駛往市區東側山區的兩條客運路線，市政府也有開設魚津市民巴士，以魚津車站和電鐵魚津車站為中心共開設八條客運路線。

### 鐵路
- 愛之風富山鐵道
  - 愛之風富山鐵道線：（←滑川市） - 魚津站 - （黑部市→）
- 富山地方鐵道
  - 本線：（←滑川市） - 西魚津站 - 電鐵魚津站 - 新魚津站 - 經田站 - （黑部市）

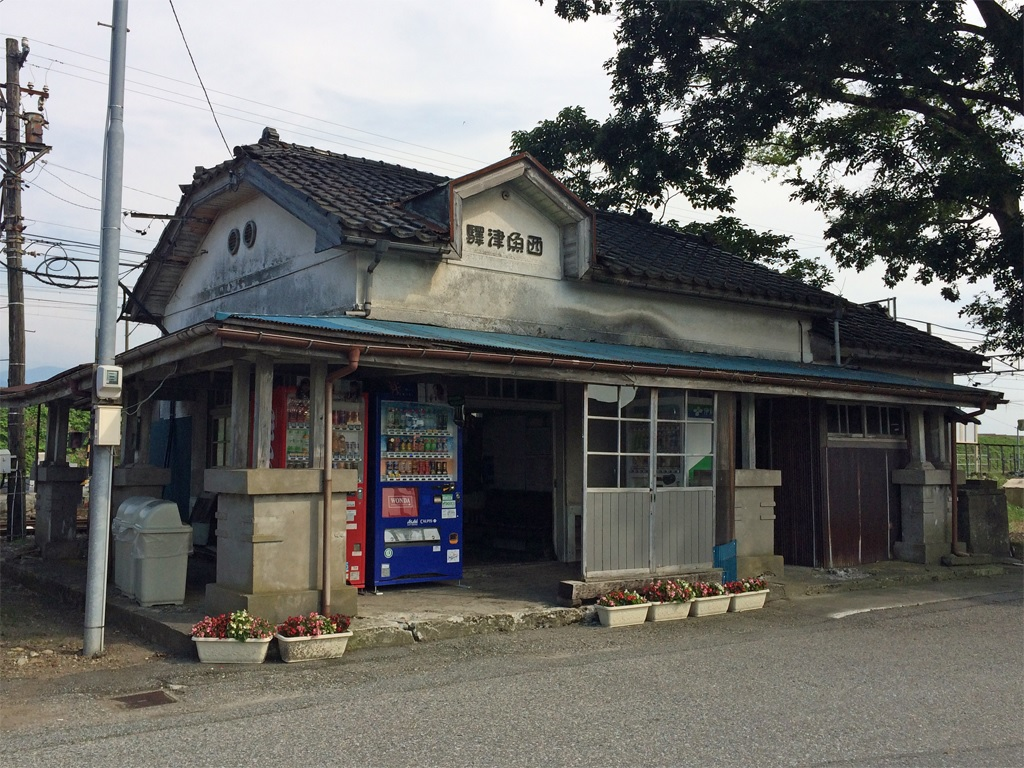
西魚津車站
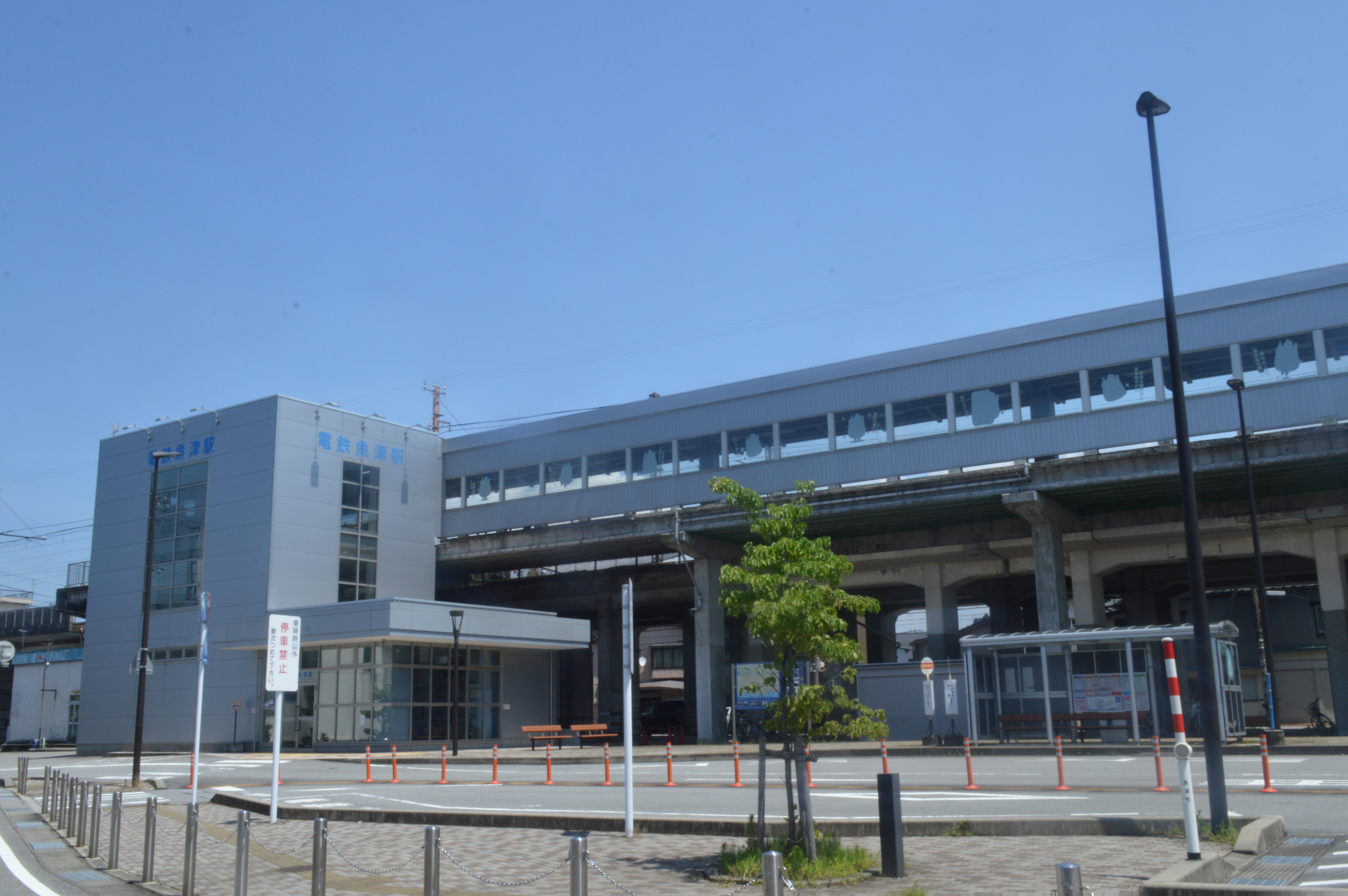
電鐵魚津車站
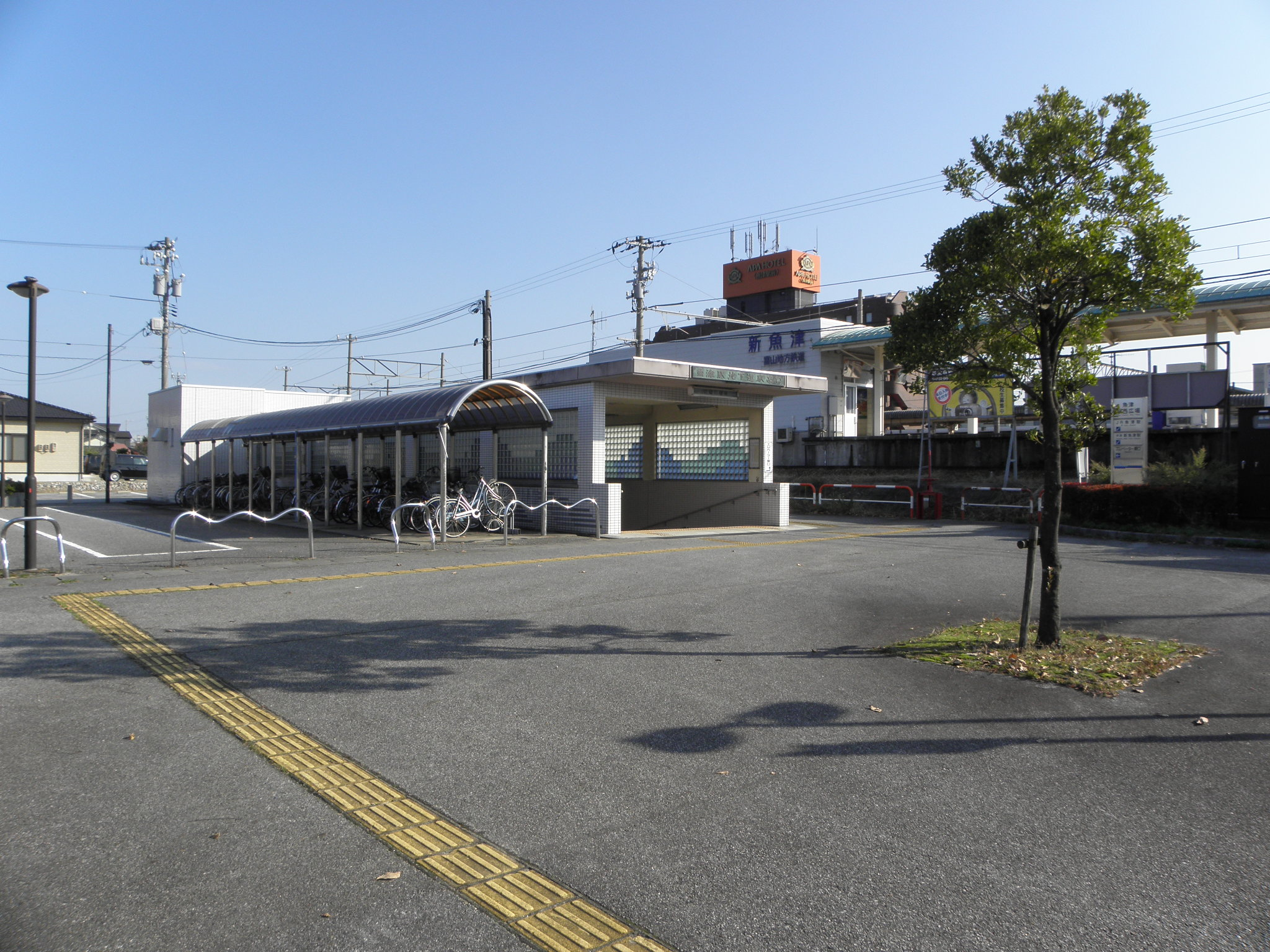
新魚津車站
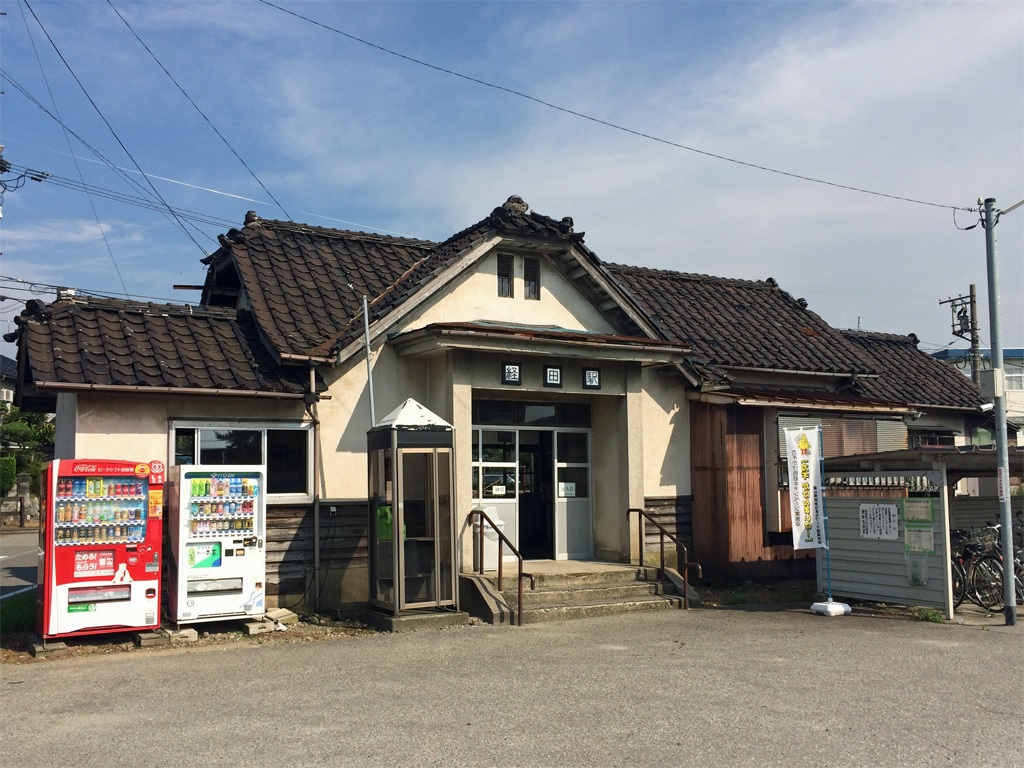
經田車站

### 道路
高速道路
- 北陸自動車道：（滑川市） - 有磯海服務區 - 魚津交流道（日语：魚津インターチェンジ） - （黑部市）

## 觀光資源
魚津市將螢火魷、魚津埋没林、海市蜃樓作為魚津的三大不可思議奇觀對外宣傳。
螢火魷是富山灣內的特產，在每年三月到五月期間可以在魚津的海灣就看到閃爍著藍白色光線的螢光魷。
魚津埋没林是在1930年魚津港進行工程時在地底發現存有一片約2000年遭土砂埋沒的杉樹林，現在市政府也為此建了魚津埋没林博物館來展示部分挖掘出的樹林。
由於在魚津沿海經常可見海市蜃樓的景觀，因此魚津也利用此主題建有多項設施，包括魚津埋没林博物館即設有「海市蜃樓之丘展望台」，魚津港旁也設有海之站海市蜃樓，結合漁港及海市蜃樓的特色。
在早月川河口右岸的魚津綜合公園中，也有以海市蜃樓為名的蜃景樂園，一旁還有以「從北阿爾卑斯的溪流游到日本海深海」的魚類為主題的魚津水族館。
每年八月初的大家一起來魚津祭為連續三天的祭典，內容包括「船型萬燈祭」、「海上花火大會」、「蝶六舞陣」，其中「船型萬燈祭」現在也已被列為世界無形文化遺產。

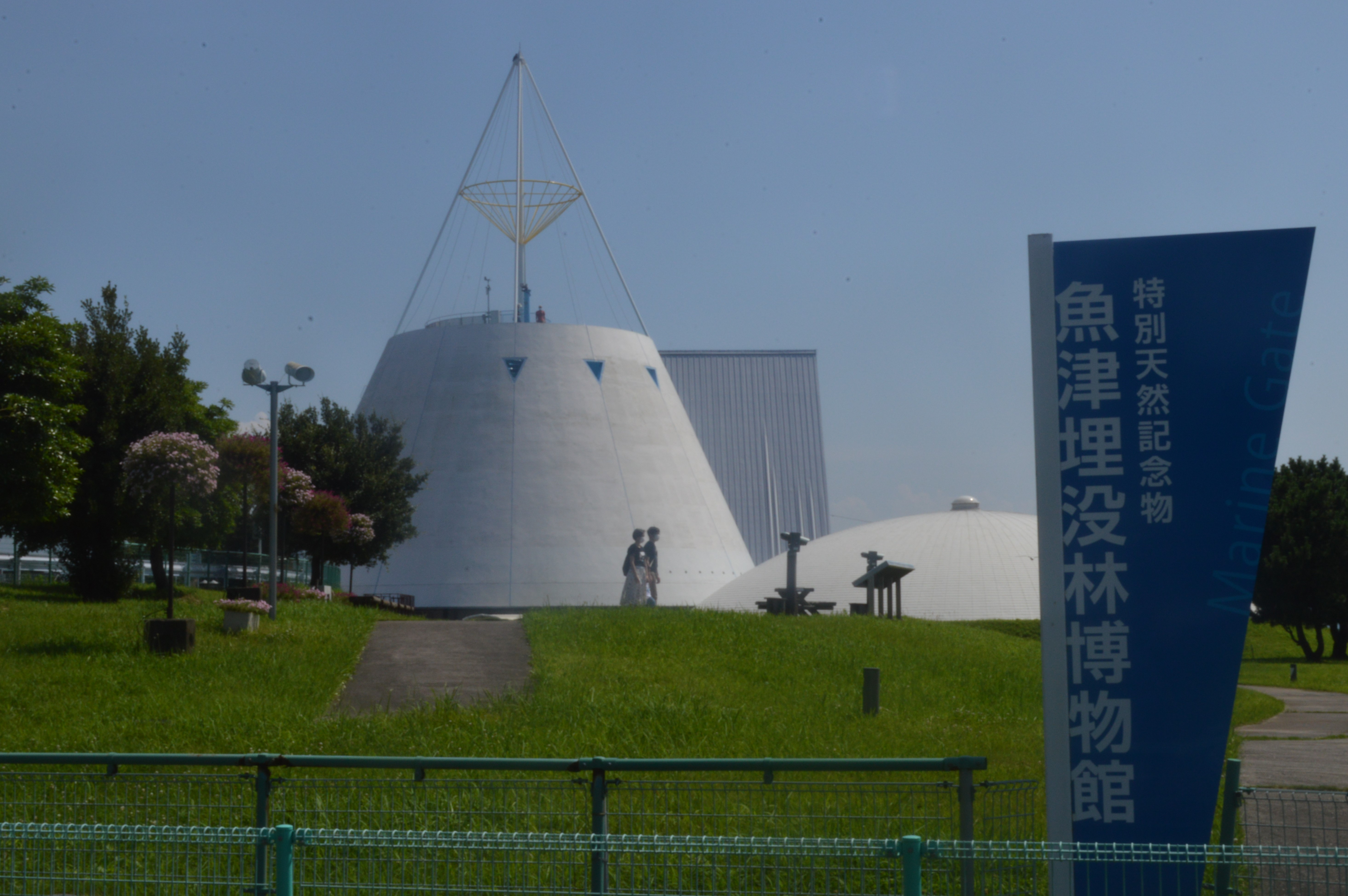
魚津埋没林博物館
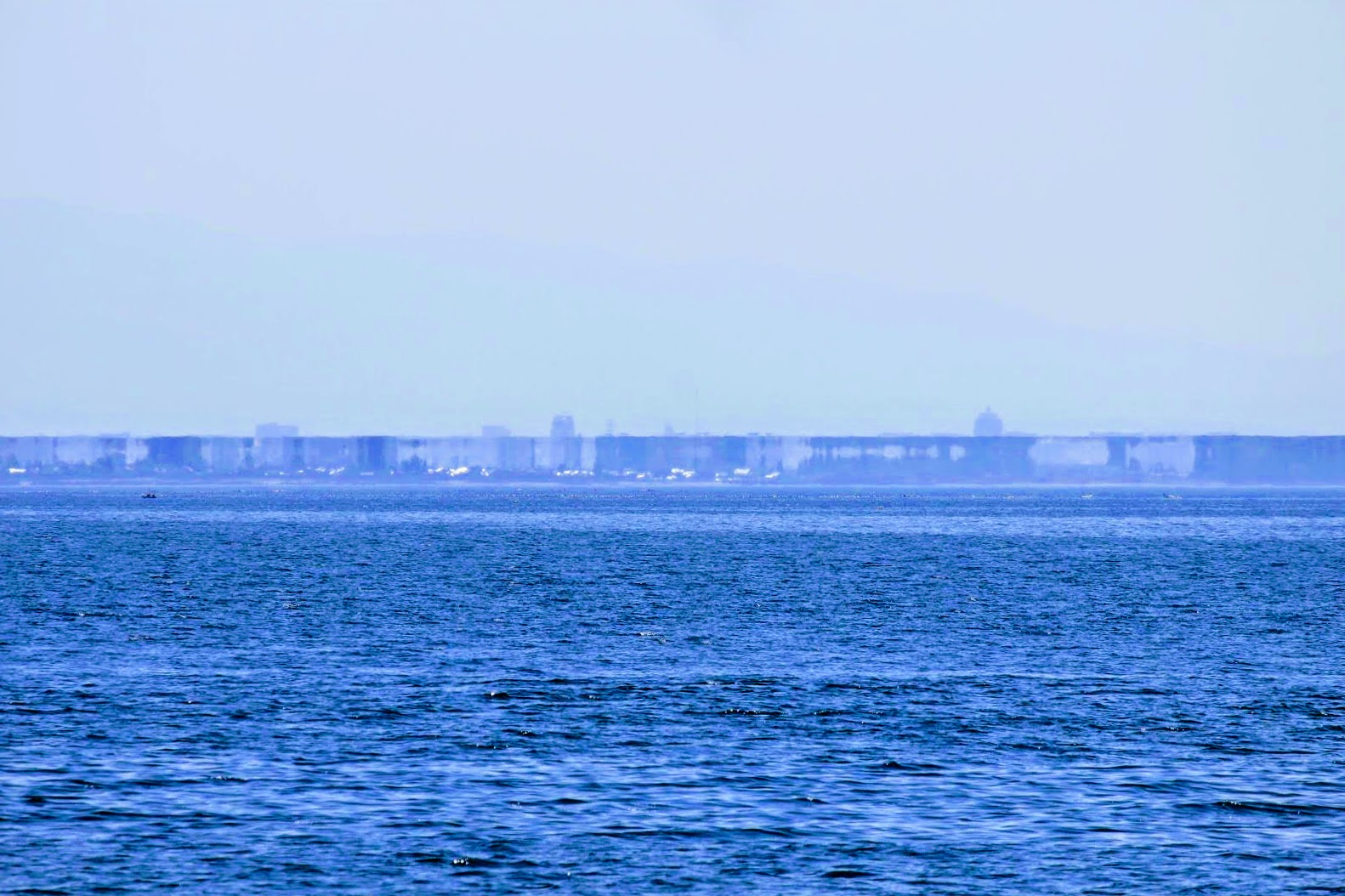
在魚津沿海拍攝到的海市蜃樓景觀
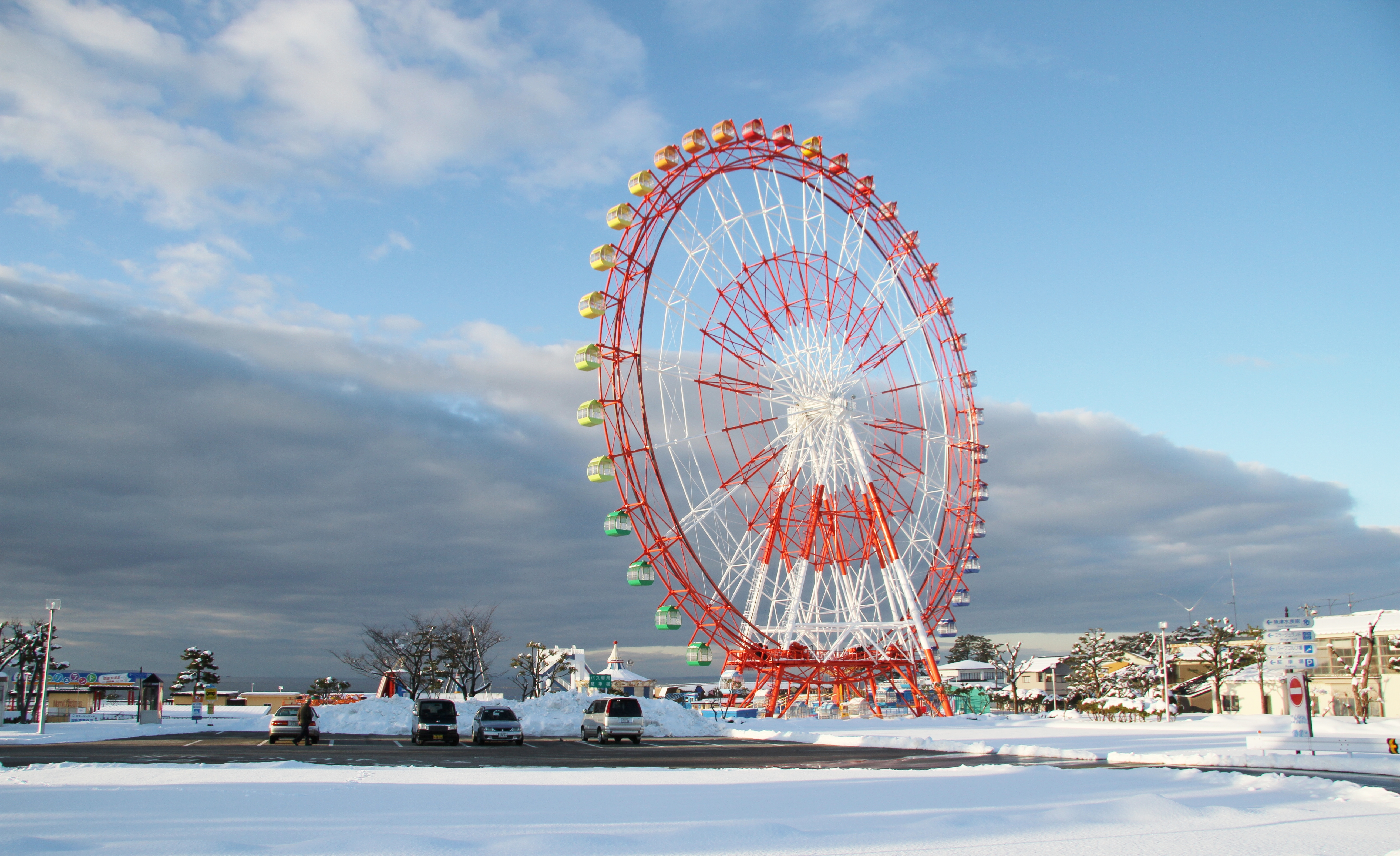
蜃景樂園的摩天輪
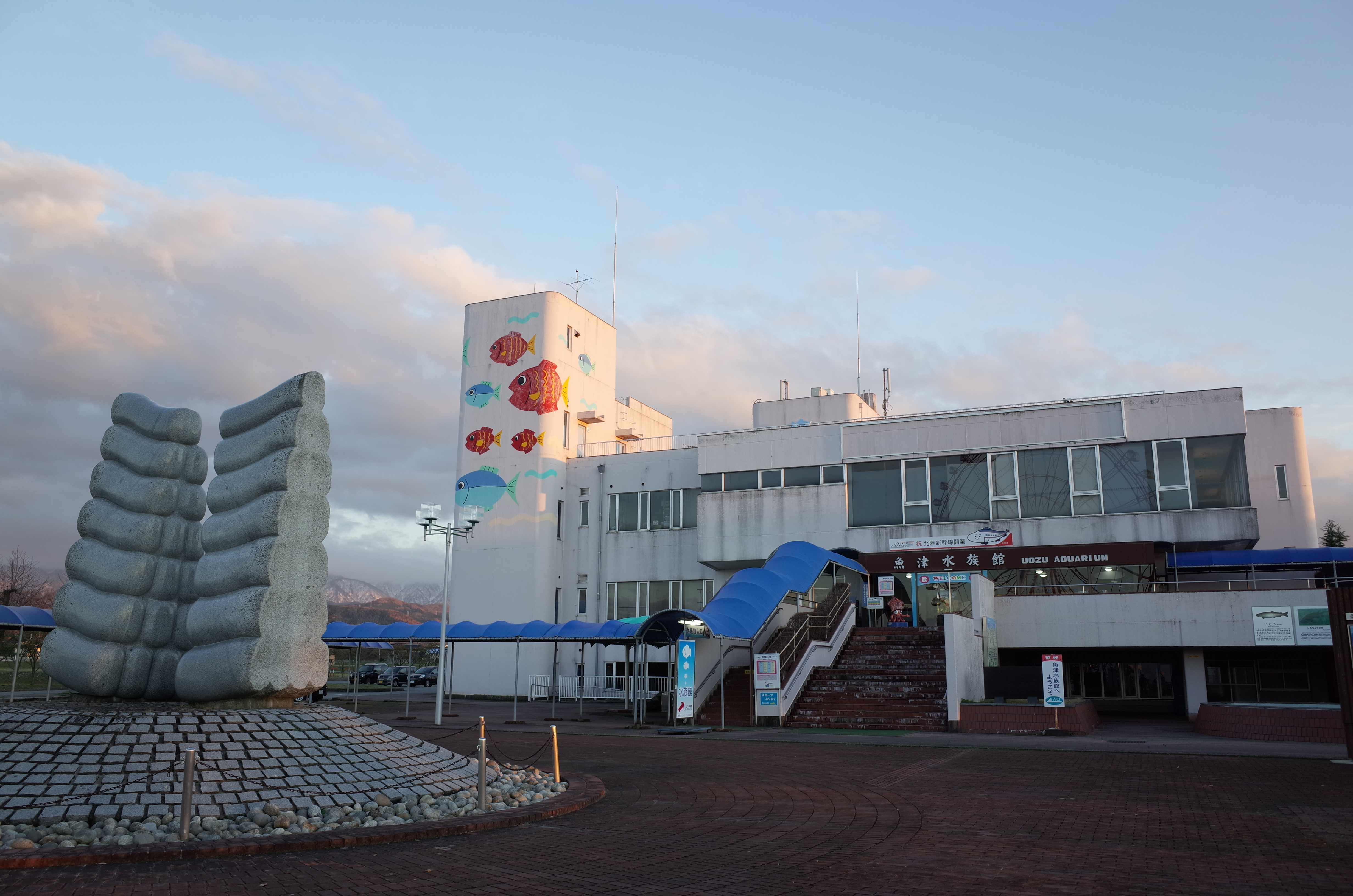
魚津水族館
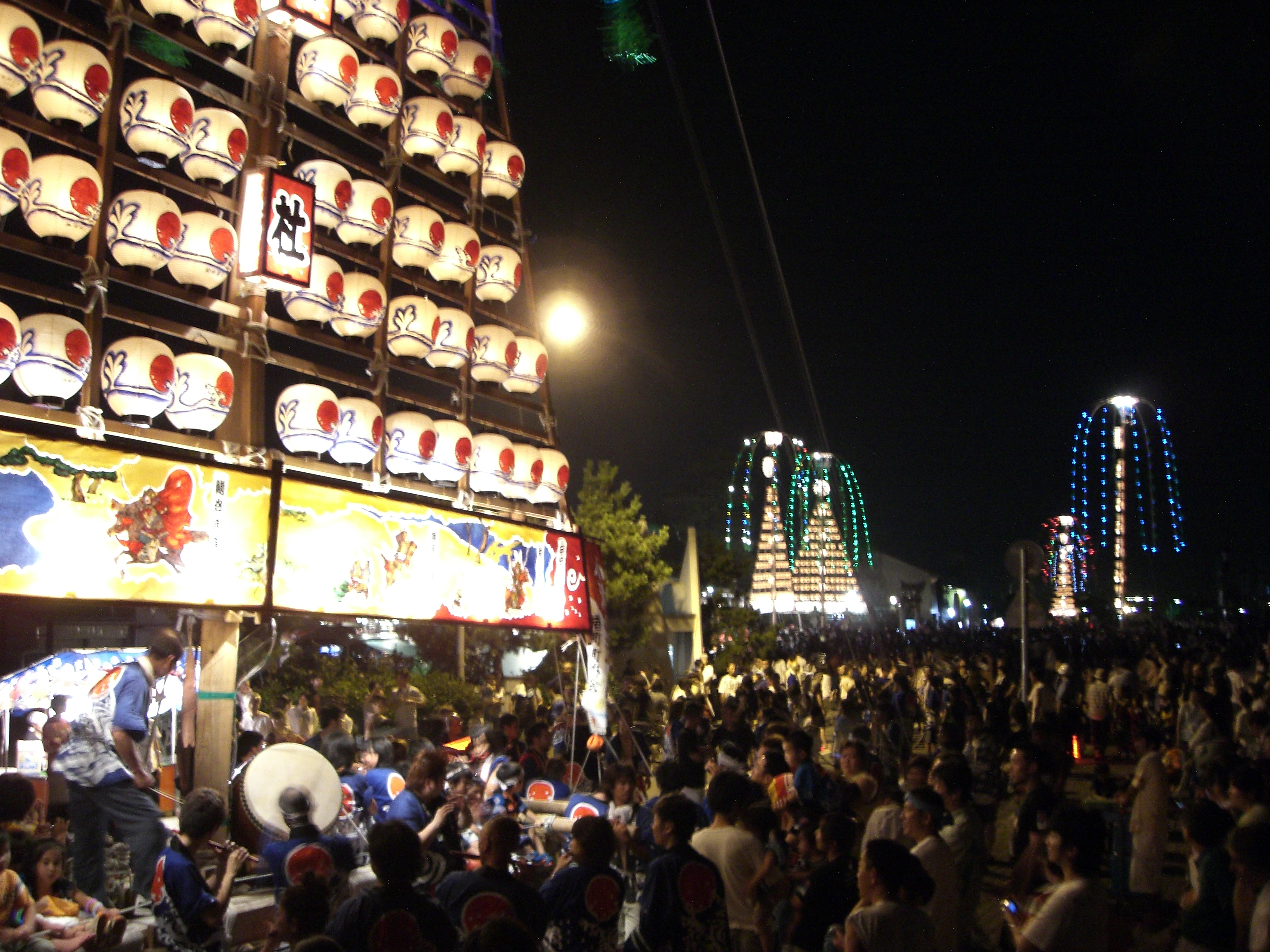
船型萬燈祭

## 教育
過去學校法人洗足學園在1980年至2002年期間曾在市區東側的天神地區設立洗足学园鱼津短期大学，設有文科和音樂科兩個學科，不過學校已在2000年停止招生，2002年關閉。

## 姊妹、友好城市

### 日本
- 井原市（岡山縣）
兩地於1982年締結為友好親善城市。[17]
- 南魚沼市（新潟縣）
兩地於2014年締結為友好城市。[17]
- 七尾市（石川縣）
兩地於1997年締結為災害時相互應援協定締結城市。[17]
- 飯山市（長野縣）
兩地於1997年締結為災害時相互應援協定締結城市。[17]
- 十日町市（新潟縣）
兩地於1997年締結為災害時相互應援協定締結城市。[17]
- 知立市（愛知縣）
兩地於2013年締結為災害時相互應援協定締結城市。[17]
- 飯山市（長野縣）
兩地於2012年締結為觀光交流城市。[17]

### 海外
- 清邁府治縣（泰國清邁府）
兩地於1989年締結為友好親善城市。[17]

## 外部連結
- （日語） 魚津市政府的Facebook專頁
- （日語） 魚津市觀光協會 （页面存档备份，存于）